# Saint-André-de-Bohon
Saint-André-de-Bohon är en kommun i departementet Manche i regionen Normandie i norra Frankrike. Kommunen ligger i kantonen Carentan som tillhör arrondissementet Saint-Lô. År 2022 hade Saint-André-de-Bohon 369 invånare.

## Befolkningsutveckling
Antalet invånare i kommunen Saint-André-de-Bohon
| Referens: INSEE |